# Daruma otoshi

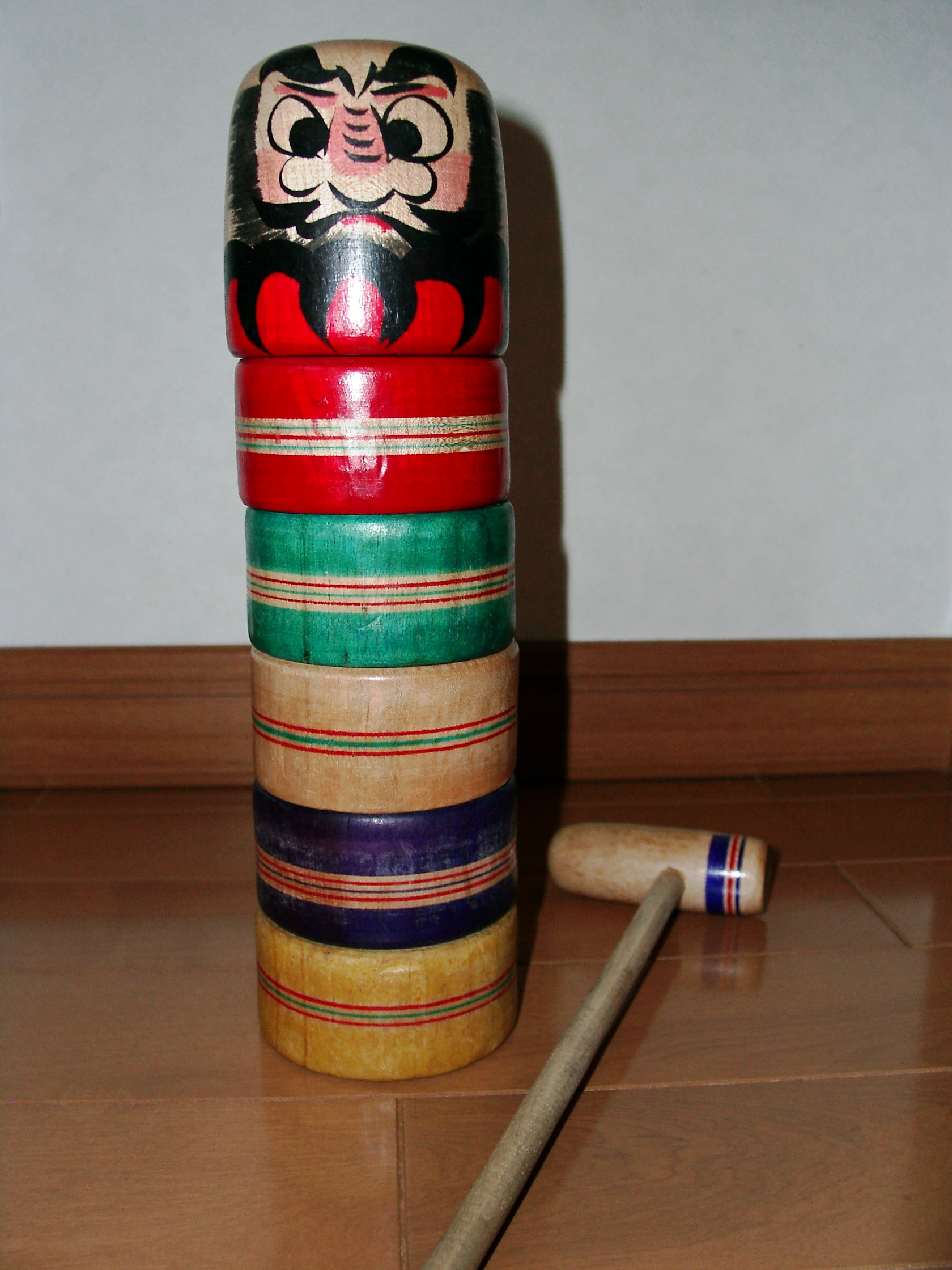
Le daruma otoshi, son marteau et ses pièces colorées.

Le daruma otoshi (だるま落とし) est un jeu d'adresse japonais ancien en bois. 
C'est une figurine sans bras ni jambes en forme de daruma (達磨), formée de 7 pièces en bois : une tête avec une face d'homme barbue, 5 anneaux de couleurs et un marteau. Les anneaux sont généralement de couleur de l'arc-en-ciel (bleu, vert, blanc, jaune, rouge). Le jeu consiste à enlever, de bas en haut, les anneaux en tapant dessus avec le marteau sans faire tomber les autres pièces. Le jeu est fini quand il ne reste plus que la tête.